# Hôtel Gradis
L'hôtel Gradis est un hôtel particulier du XVIIIe siècle situé 138, cours Victor-Hugo, à Bordeaux, en France.
Ce bâtiment fait l’objet d’un classement au titre des monuments historiques depuis le 2 novembre 1964.

## Historique
L'hôtel particulier est édifié en 1750 pour le richissime armateur et négociant bordelais Abraham Gradis, fils de David Gradis. 

## Architecture

### Extérieur
Sur sa façade principale, il aligne neuf travées sur trois niveaux avec pilastres ioniques colossaux et fronton sculpté pour souligner l'avant-corps. Le décor, de caractère rocaille, accumule mascarons et agrafes en coquilles ; la porte cochère est surmontée d'un cartouche et encadrée par des visages grotesques, au-dessus de grandes consoles à feuillage. 

### Intérieur
L'intérieur présente un grand escalier avec un garde-corps en fer forgé conduisant aux salles de réception. Abraham Gradis, qui jugeait sa demeure « jolie pour un appartement de particulier » nous apprend qu'à l'origine « le salon à manger est en vernis vert et l'autre bleu de Prusse avec un filet d'or sur les moulures et la boiserie ». Ces décors ont été considérablement modifiés à partir de la fin du XIXe siècle. 
Le Café des Arts, prisé par les étudiants et la bohème, occupe une partie du rez-de-chaussée. Michèle Ducasse, fille des propriétaires, professeure de mathématiques et militante catholique, en fit entre 1960 et 1980 un centre de convivialité et d'entraide.

## Protection patrimoniale
Le bâtiment fait l’objet d’un classement au titre des monuments historiques depuis le 2 novembre 1964. La partie classée concerne la façade, les toitures, l'escalier intérieur en pierre avec sa cage et sa rampe en fer forgé.

## Galerie

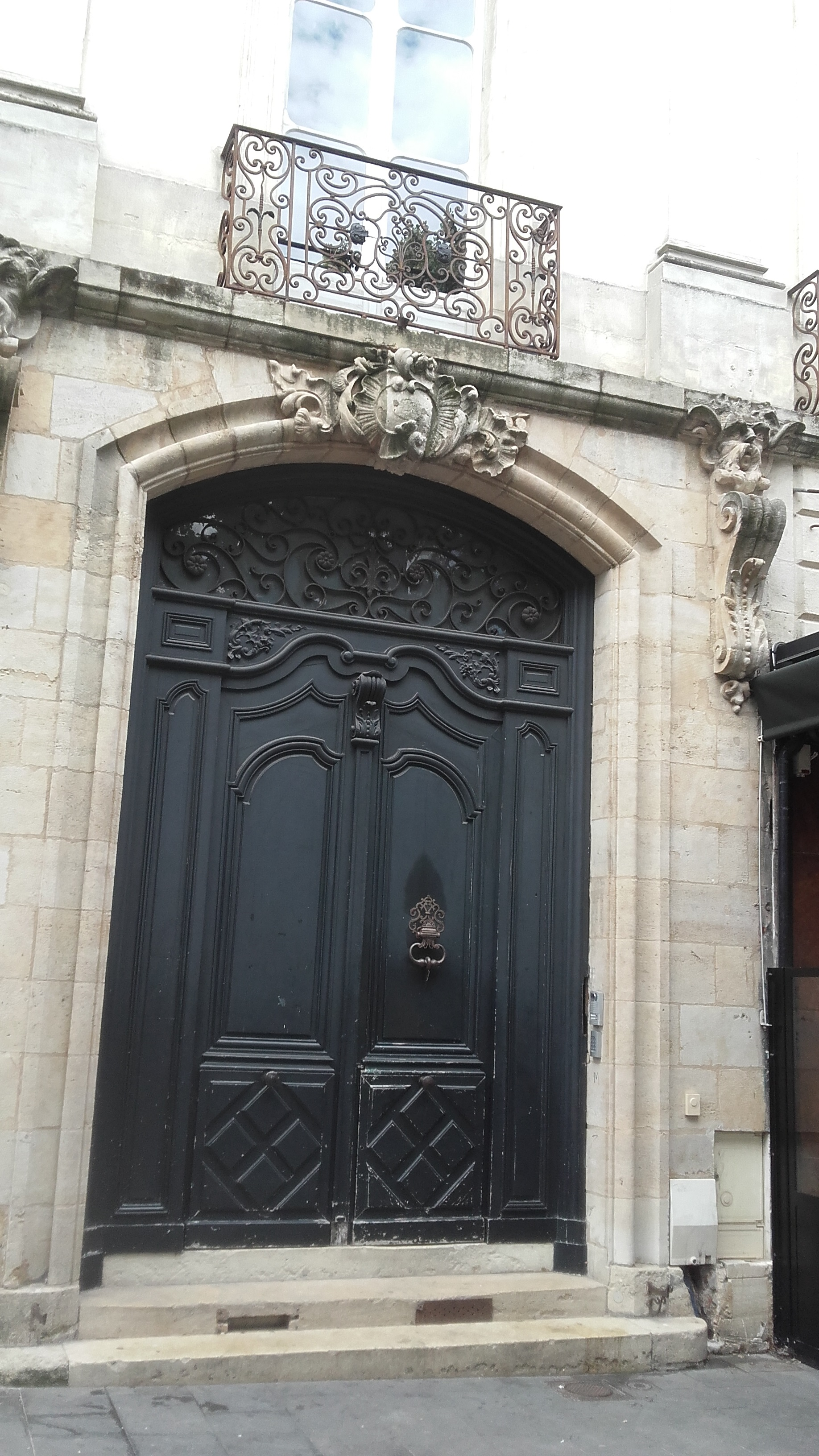
Porte principale de l'immeuble en boiserie avec heurtoir et imposte en ferronnerie.
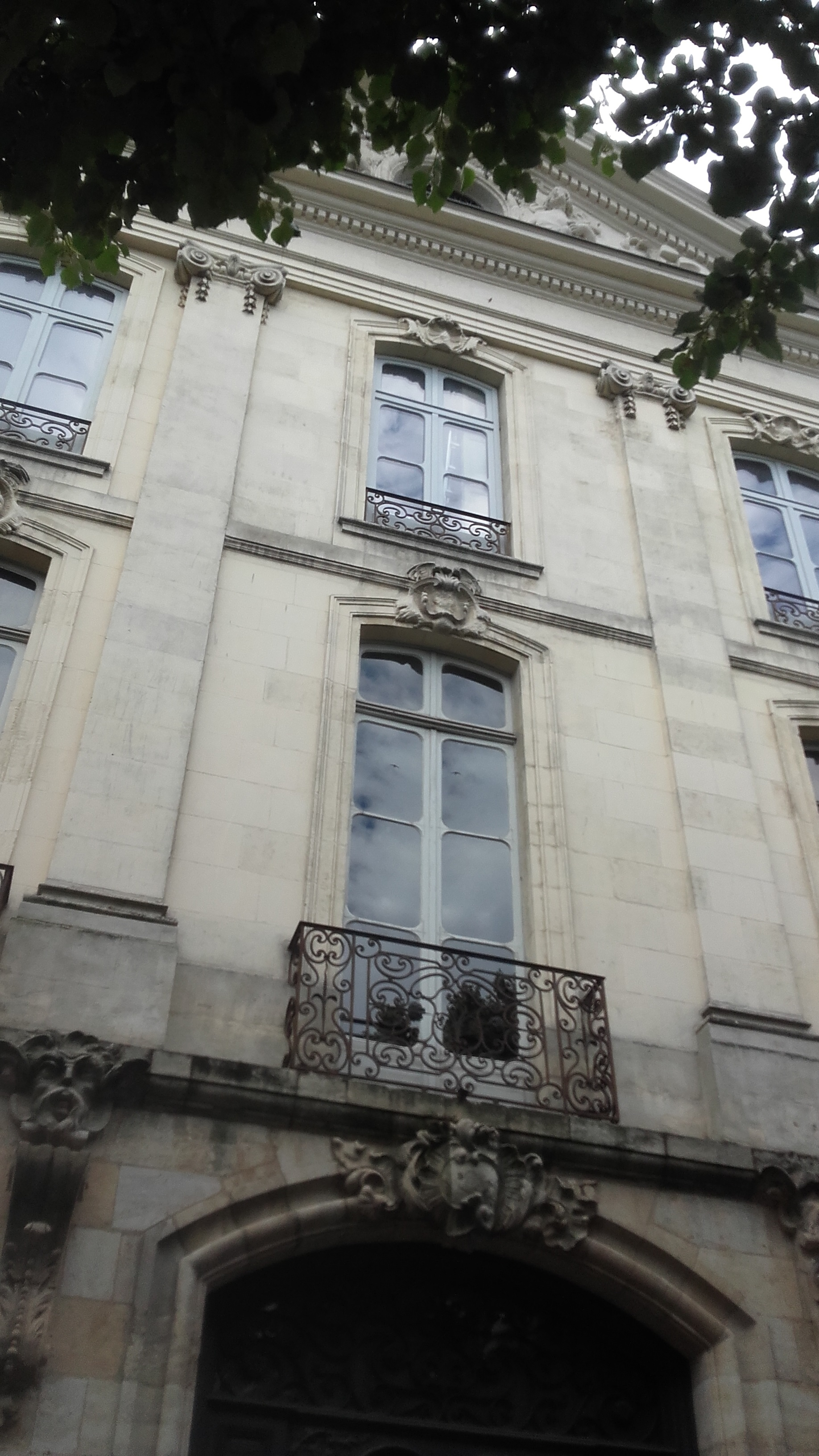
Travée centrale de l'immeuble.
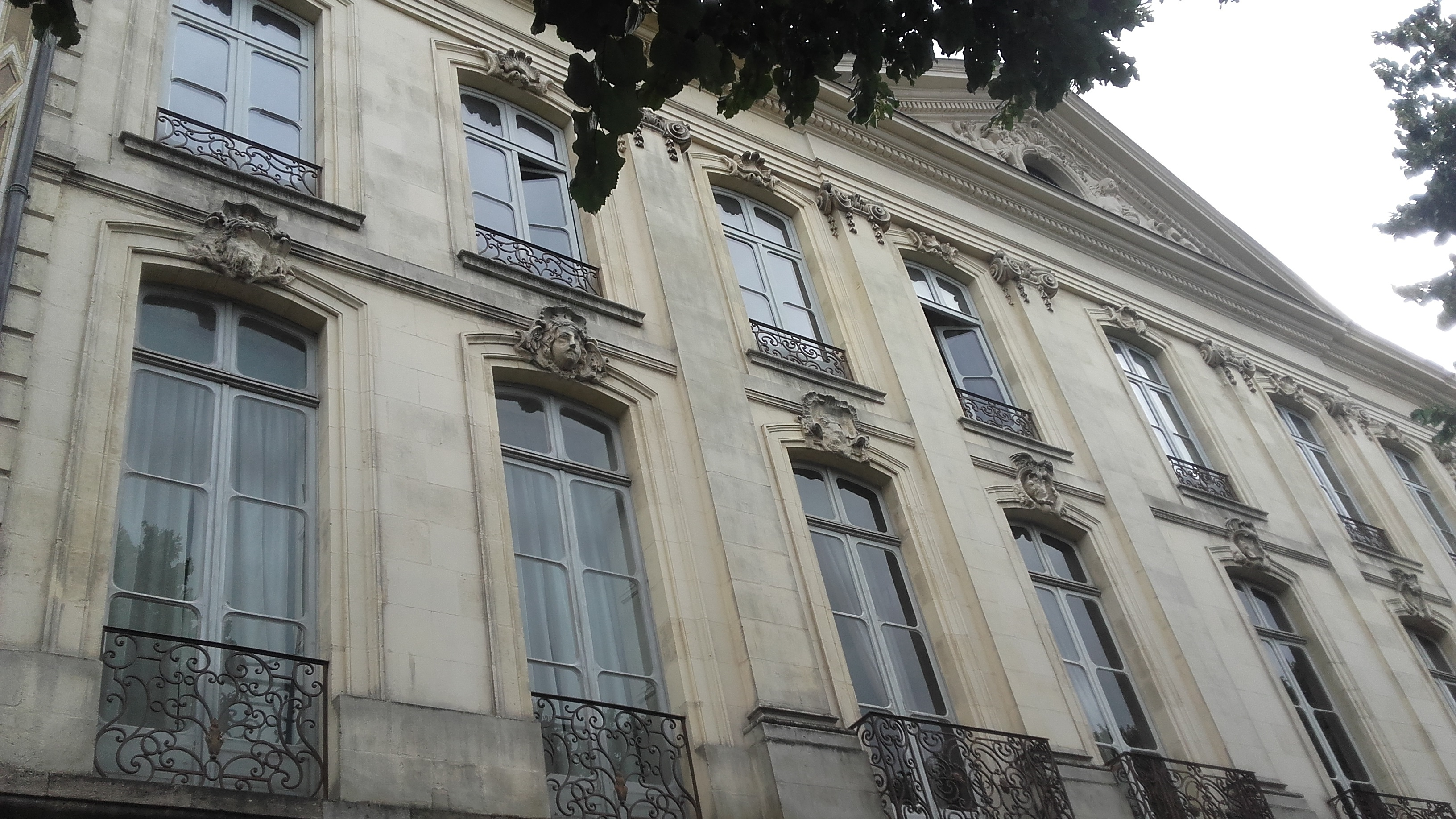
Vue de la façade depuis le cours Victor Hugo.